# 加拿大飲食
加拿大飲食有著很大的地域差異。加拿大的飲食的源頭是原住民飲食、英格蘭飲食、蘇格蘭飲食和法國飲食。20世紀之後，隨著中歐、南歐、南亞、東亞和加勒比地區移民的增加，加拿大飲食的地區差異更加凸顯。加拿大飲食也因此被形容為是「大雜燴」。

## 歷史
最早期居於加拿大的原住民，都是過著游獵的生活，比如捕捉三文魚。他們同時亦懂得製作楓糖。
在歐洲人移居加拿大後，按不同地區人口結構，菜肴亦有不同。比如在東部沿岸，因英國人聚居多，當地菜肴多數是醃魚、牛肉之類；而魁北克地區，因法語人口多，菜肴亦法式為主，如有肉餡餅。與此同時歐洲人亦改良了一些原住民的食品，包括楓糖。
自二十世紀起大量亞洲人移民至加拿大，在亞裔人社區中常吃的菜肴，亦產生深遠影響。

## 菜肴
被視作為加拿大國菜者有：
- 肉汁奶酪薯条
- 奶油塔
- 納奈莫條
- 煙肉三明治
- 波兰饺子（又称乌克兰饺子或俄罗斯饺子)